# NHK犬山善師野テレビ中継局
NHK犬山善師野テレビ中継局（エヌエイチケイいぬやまぜんじのテレビちゅうけいきょく）は、かつて愛知県犬山市にあったNHK名古屋放送局のアナログテレビ中継局である。2011年7月24日のアナログ放送終了とともに廃止された。

## 中継局概要
| チャンネル | 放送局名       | 空中線電力          | ERP                 | 放送対象 地域 | 放送区域 内世帯数 | 偏波面   | 放送終了日     |
| 59ch       | NHK 名古屋総合 | 映像100mW/ 音声25mW | 映像370mW/ 音声93mW | 愛知県        | 約-世帯           | 水平偏波 | 2011年 7月24日 |
| 61ch       | NHK 名古屋教育 | 映像100mW/ 音声25mW | 映像370mW/ 音声93mW | 全国          | 約-世帯           | 水平偏波 | 2011年 7月24日 |

## 所在地
- 犬山市四季の丘3丁目の寺洞の小山

## 放送エリアなど
- 名古屋本局からの電波が届きにくい犬山市善師野地区をカバーしていた。
- なお、在名民放局は当地に中継局を置いておらず、周辺の局を受信していた。